# Дяконів
Дяконів (або Деканів, Діяконів, Дияконів, пол. Dziekanów) — село в гміні Грубешів Грубешівського повіту Люблінського воєводства. Населення — 548 осіб (2011).

## Історія
Перша згадка про село датується 1400 роком.
1700 року вперше згадується церква в селі.
За даними етнографічної експедиції 1869—1870 років під керівництвом Павла Чубинського, у селі проживали греко-католики, які розмовляли українською мовою.
1872 року місцева греко-католицька парафія налічувала 1069 вірян.
Після Першої світової війни, коли Дяконів опинився у складі міжвоєнної Польщі, мешканці села зверталися до польської влади з проханням дозволити українським дітям навчатися українською мовою, на що отримали відмову.
Станом на 1921 рік село Деканів належало до гміни Деканів Грубешівського повіту Люблінського воєводства міжвоєнної Польщі.
За офіційним переписом населення Польщі 10 вересня 1921 року в селі та на фільварку Деканів налічувалося 68 будинків та 529 мешканців, з них 250 чоловіків та 279 жінок. Попри те, що за переписом було 288 православних, 175 римо-католиків, 1 юдей, 65 християн інших конфесій, кількість українців становила лише 102 особи, тоді як поляків 427 осіб.
У липні-серпні 1938 року польська влада в рамках великої акції руйнування українських храмів на Холмщині і Підляшші знищила місцеву православну церкву.
У 1943 році в селі проживало 306 українців і 224 поляки.
Під час проведення операції «Вісла» в період 21-25 червня 1947 року з Деканова було вивезено на «землі відзискані» (Вармінсько-Мазурське воєводство, Західнопоморське воєводство) 26 людей української національності, залишилося 555 людей національності польської,.
У 1975—1998 роках село належало до Замойського воєводства.

## Церква в Дяконові

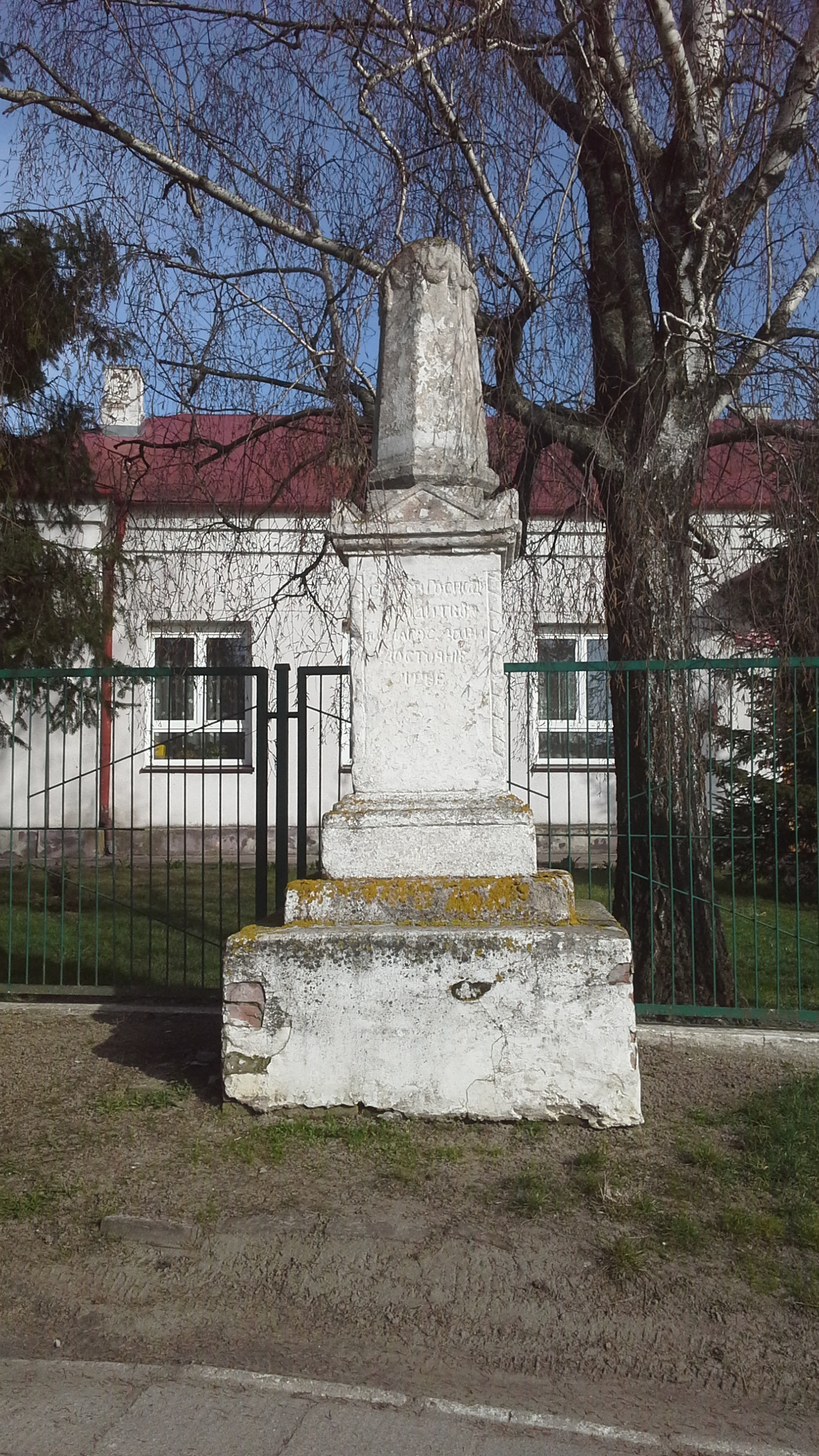
Православний обеліск в Дяконові, Грубешівський повіт, Холмщина.

Церква була побудована для потреб місцевої греко-католицької парафії перед 1769 року, на місці старої святині. У 1875 році, у результаті ліквідації греко-католицької Холмскої єпархії, вона була перейменована в православну. Церква залишалася відкритою до 1915 року, коли православне духовенство і вірні подалися в біженство. Варшавський і всієї Польщі митрополит Діонізій без успіху подав заявку на її відкриття в 1929 році. У Деканові та сусідніх селах православні віруючі були в переважаючою більшістью. Крім того, римсько-католицький декан з Грубешева старався перейняти будинок церкви. Заяви обох релігійних громад до місцевих органів влади в 1925 і 1934 рр., були відхилені. До 1938 року православним дозволялося користуватися тільки з кладовищенської каплиці [6]. Обладнання закритого храму було перенесено до церкви в Грубешеві.
Невикористана церква в Деканові була розібрана під час акції полонізації-реіндикації в 1938 році. Офіційно повідомлялося, що будівля була в дуже поганому технічному стані, але, за словами Кшиштофа Грзесака, це може бути неправдивий привідом для знищення сакрального будівлі. Голова Грубешівського Аграрного Товариства Станіслав Чекановський безуспішно протестував проти руйнування будівлі. По-перше, він заохочував місцеве православне населення активно чинити опір руйнуванню храму, а потім засудив ініціативу католицького священика, який розмістив на місці церкви католицький хрест. В даний час на місці храму знаходиться будівля бібліотеки.

## Населення
Демографічна структура станом на 31 березня 2011 року:
|          | Загалом | Допрацездатний вік | Працездатний вік | Постпрацездатний вік |
| -------- | ------- | ------------------ | ---------------- | -------------------- |
| Чоловіки | 265     | 64                 | 174              | 27                   |
| Жінки    | 283     | 66                 | 159              | 58                   |
| Разом    | 548     | 130                | 333              | 85                   |

## Дяконів на мапах

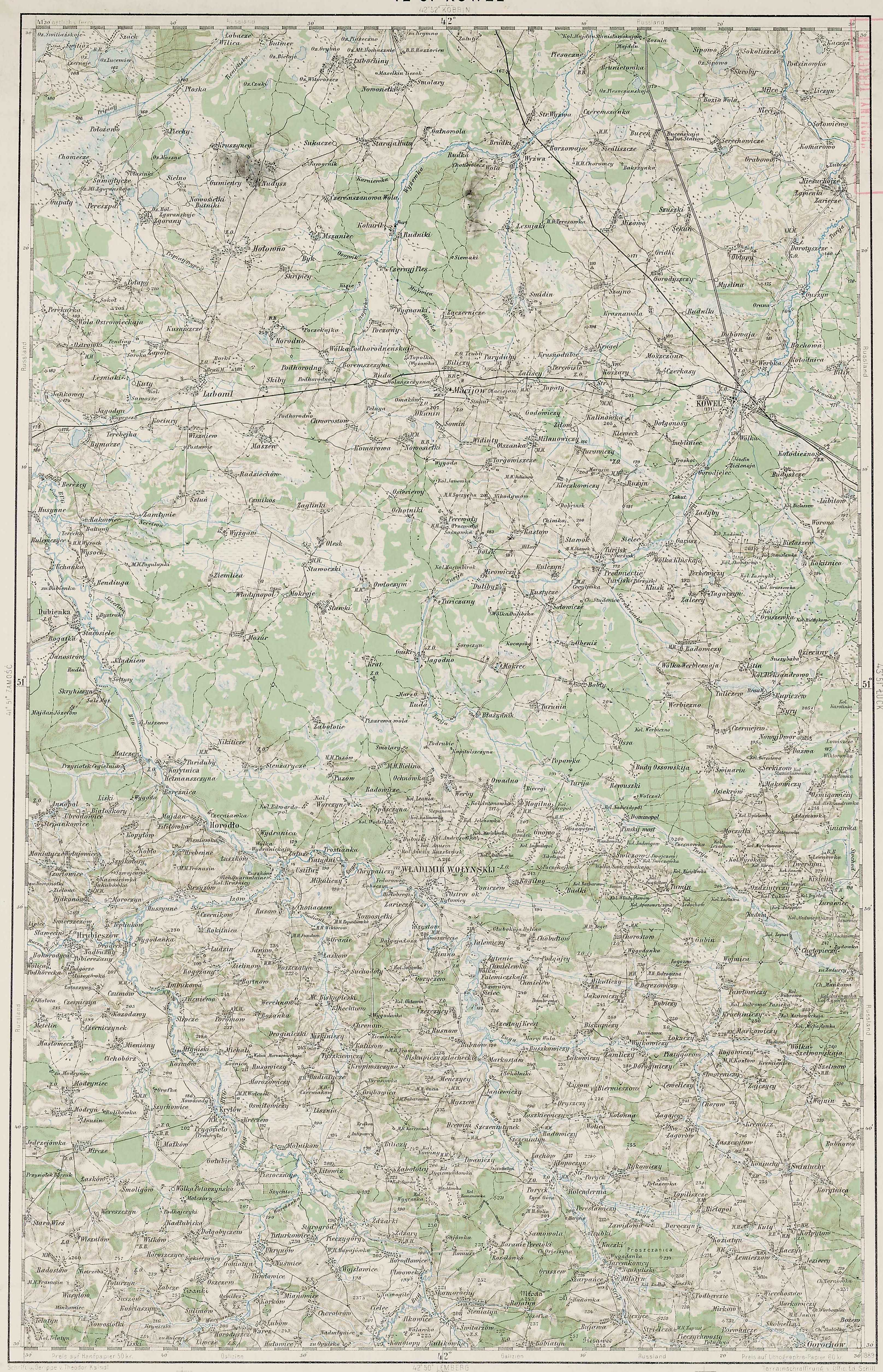
с. Дяконів на військовій мапі Австро-Угорської імперії з 1889р.
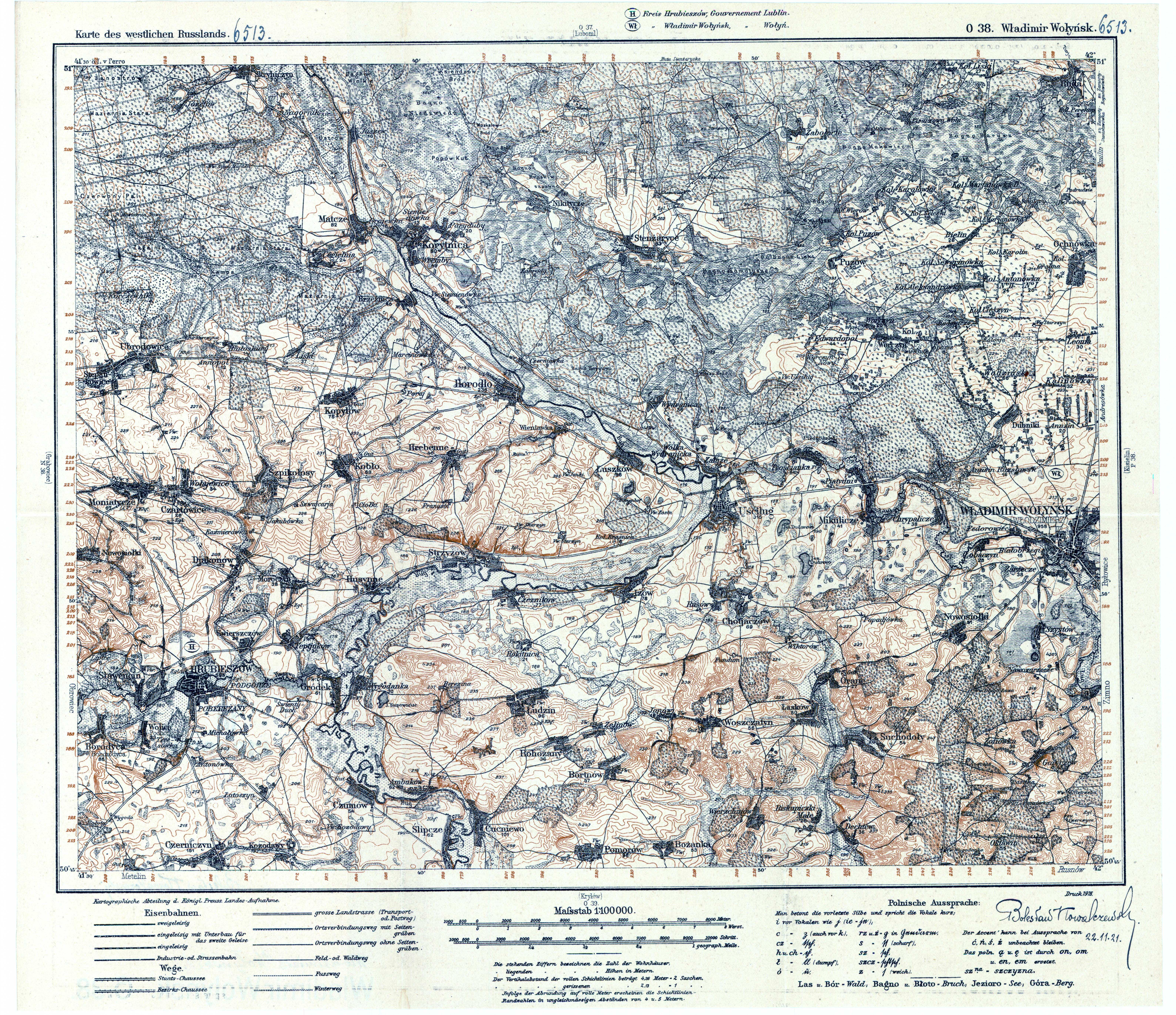
с. Дяконів на німецькій військовій мапі з 1915 року
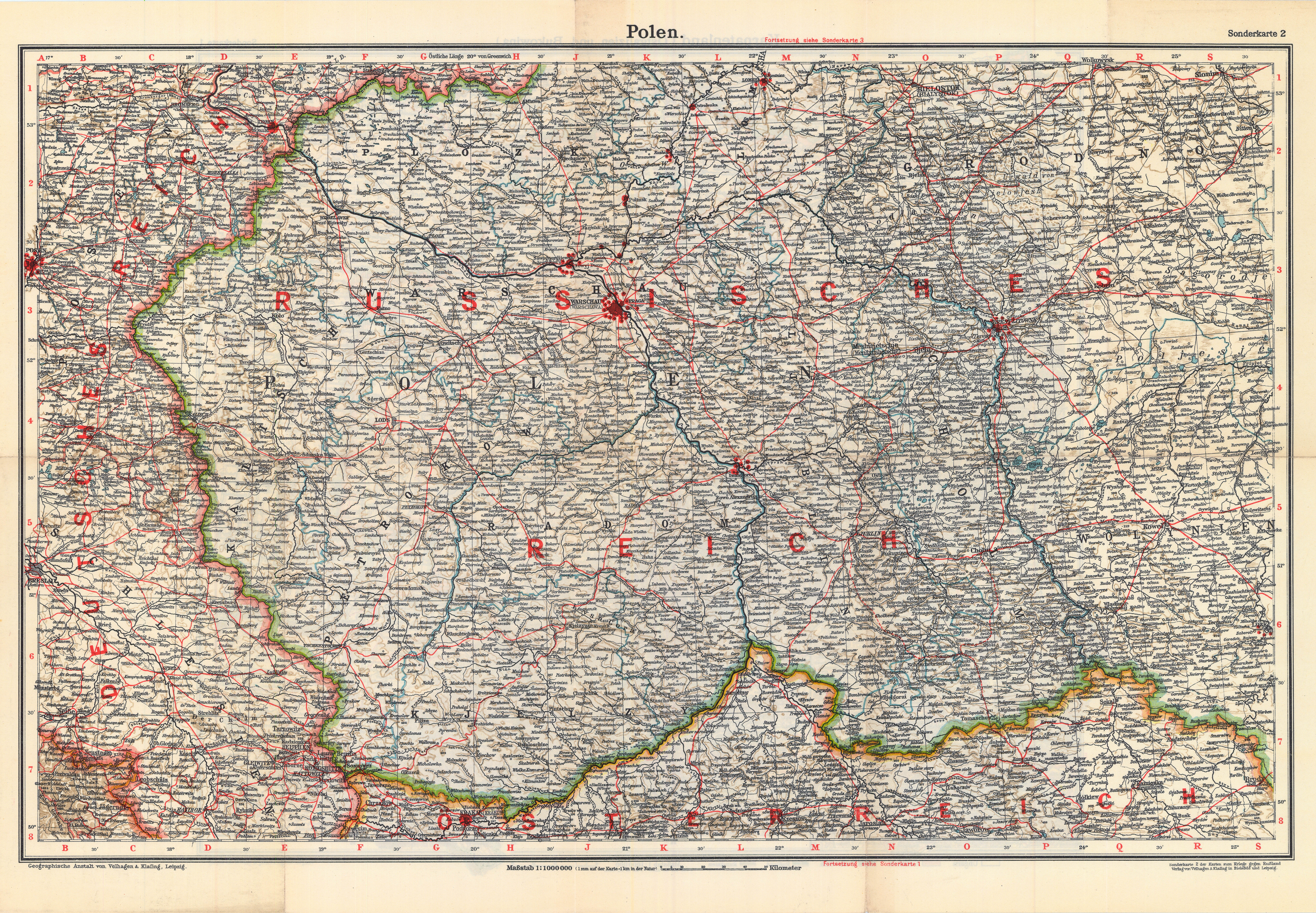
с. Дяконів на військовій німецькій мапі з 1916р
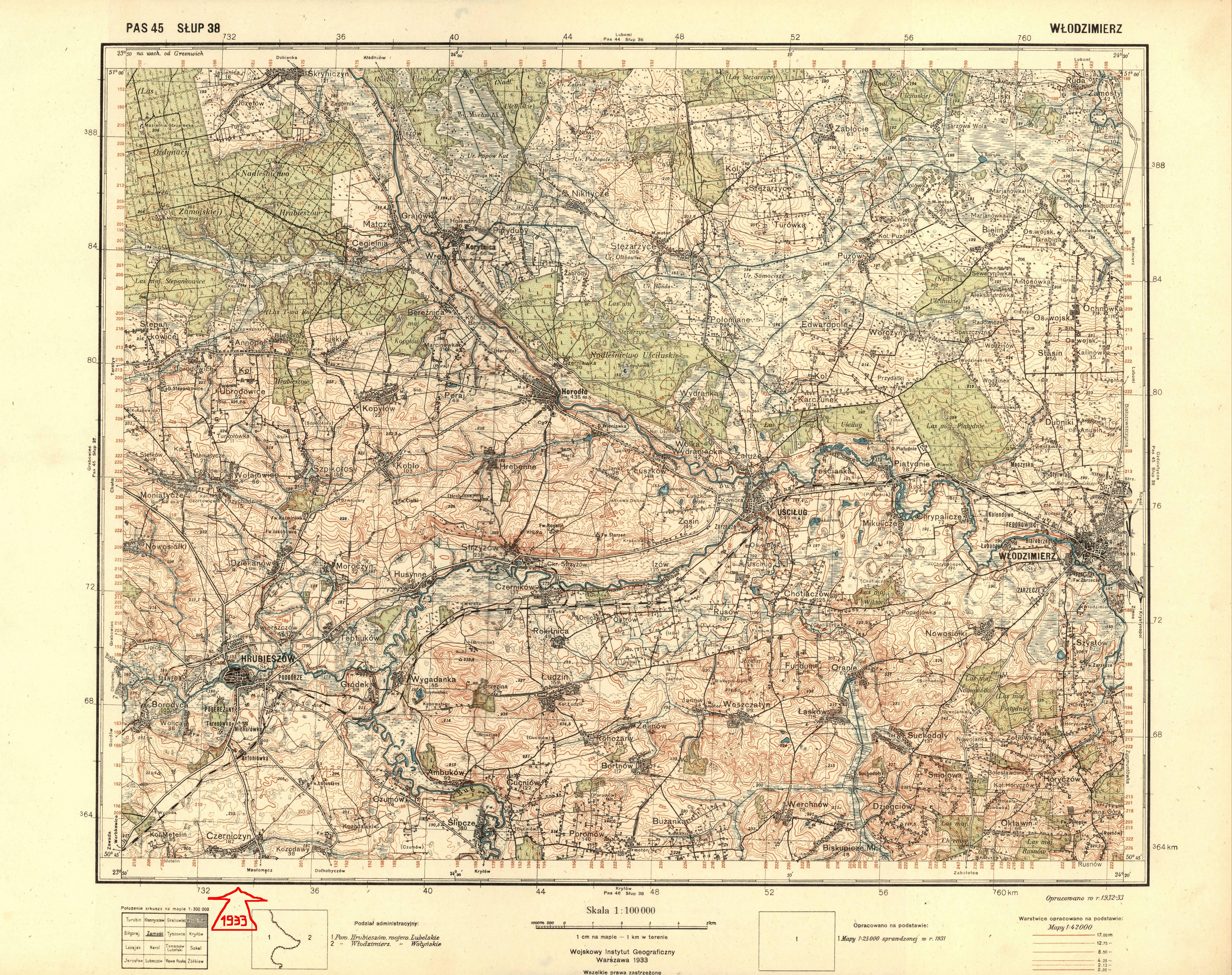
с. Дяконів на мапі польського військового географічного інституту 1933р.
с. Дяконів на окупаційній німецькій мапі з 1940 р.
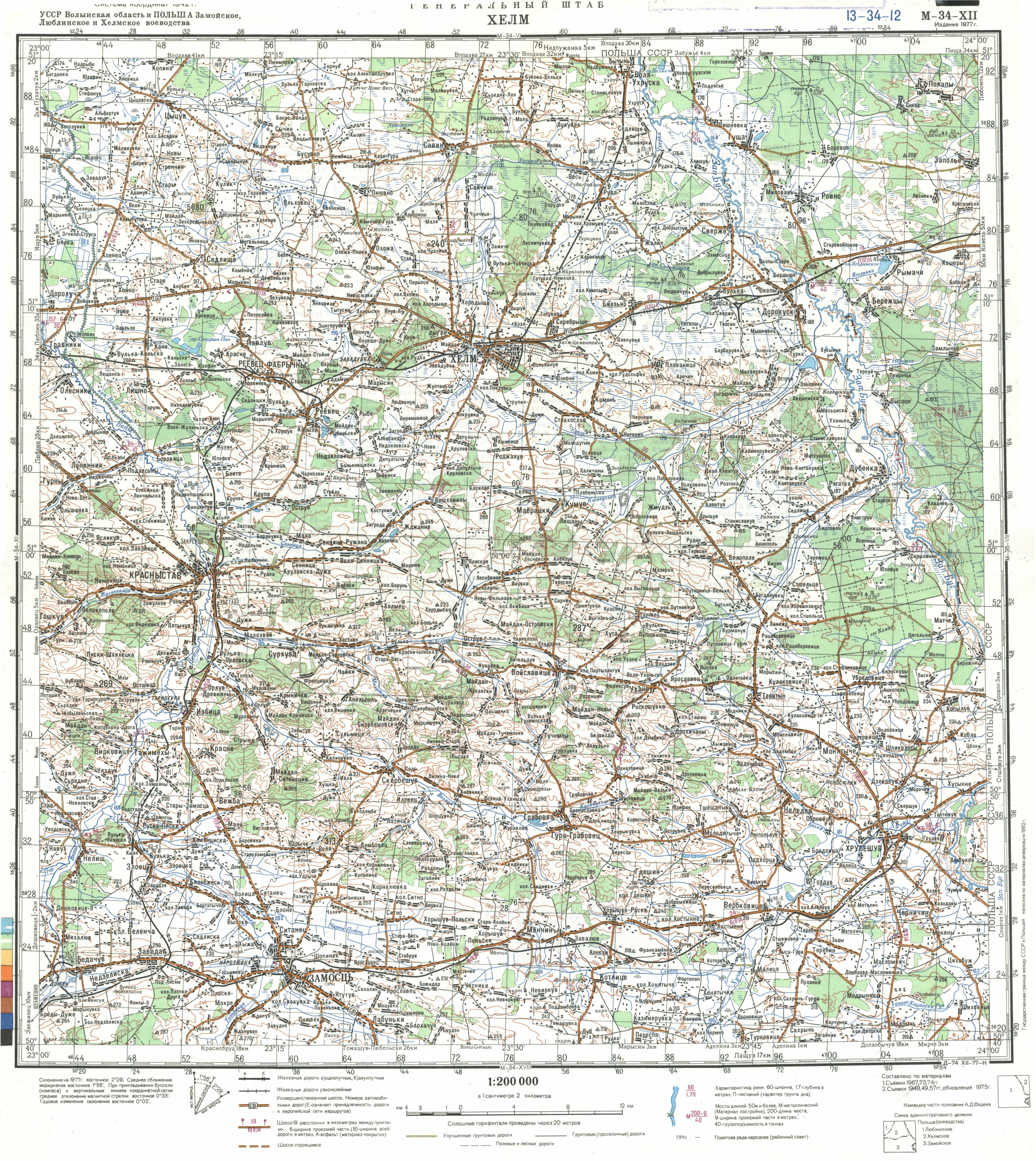
с. Дяконів на мапі Генерального Штабу СРСР з 1977р.

## Галерея

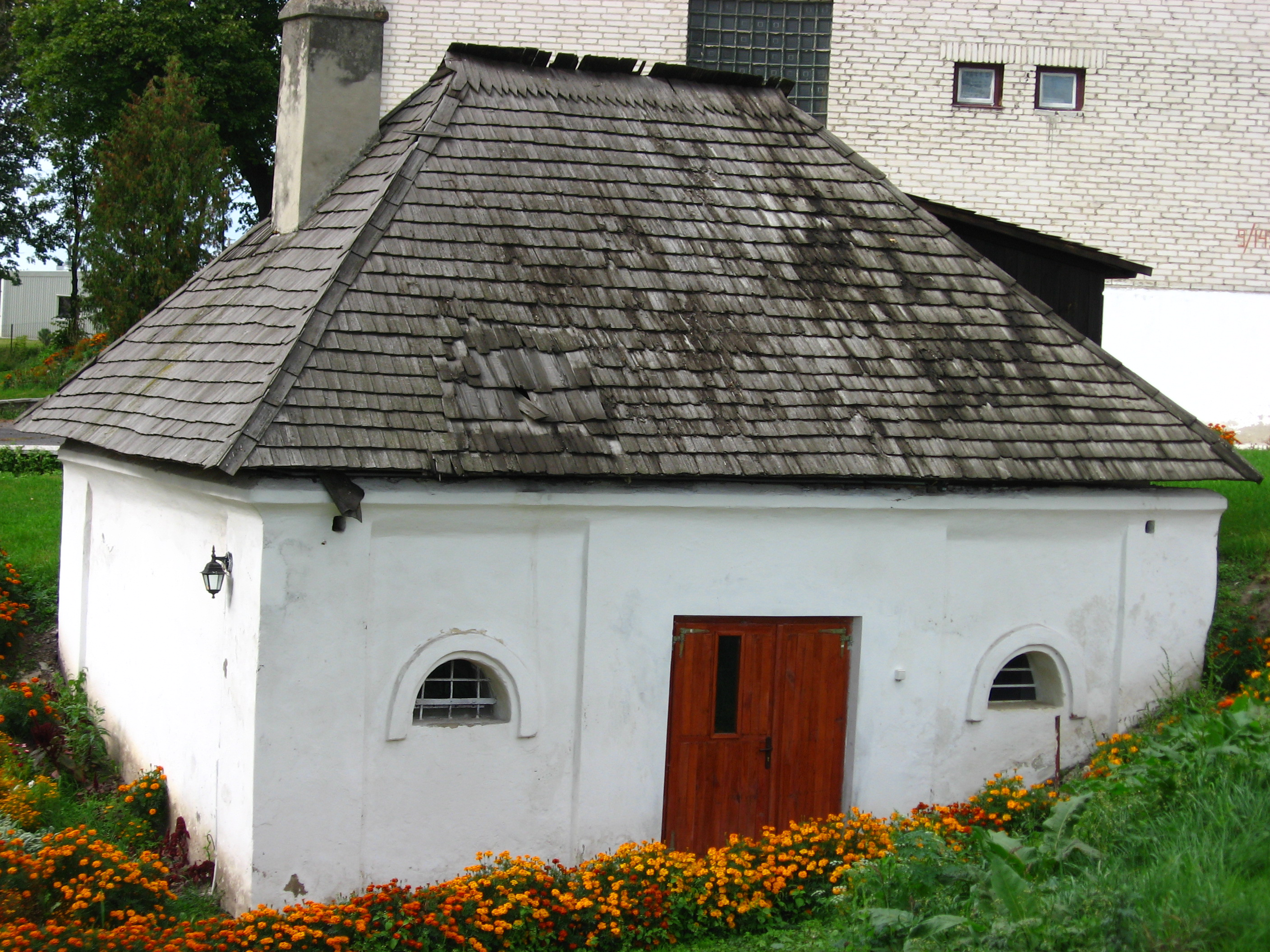
Дяконів, кузня Грубешівського Аграрного Товариства.
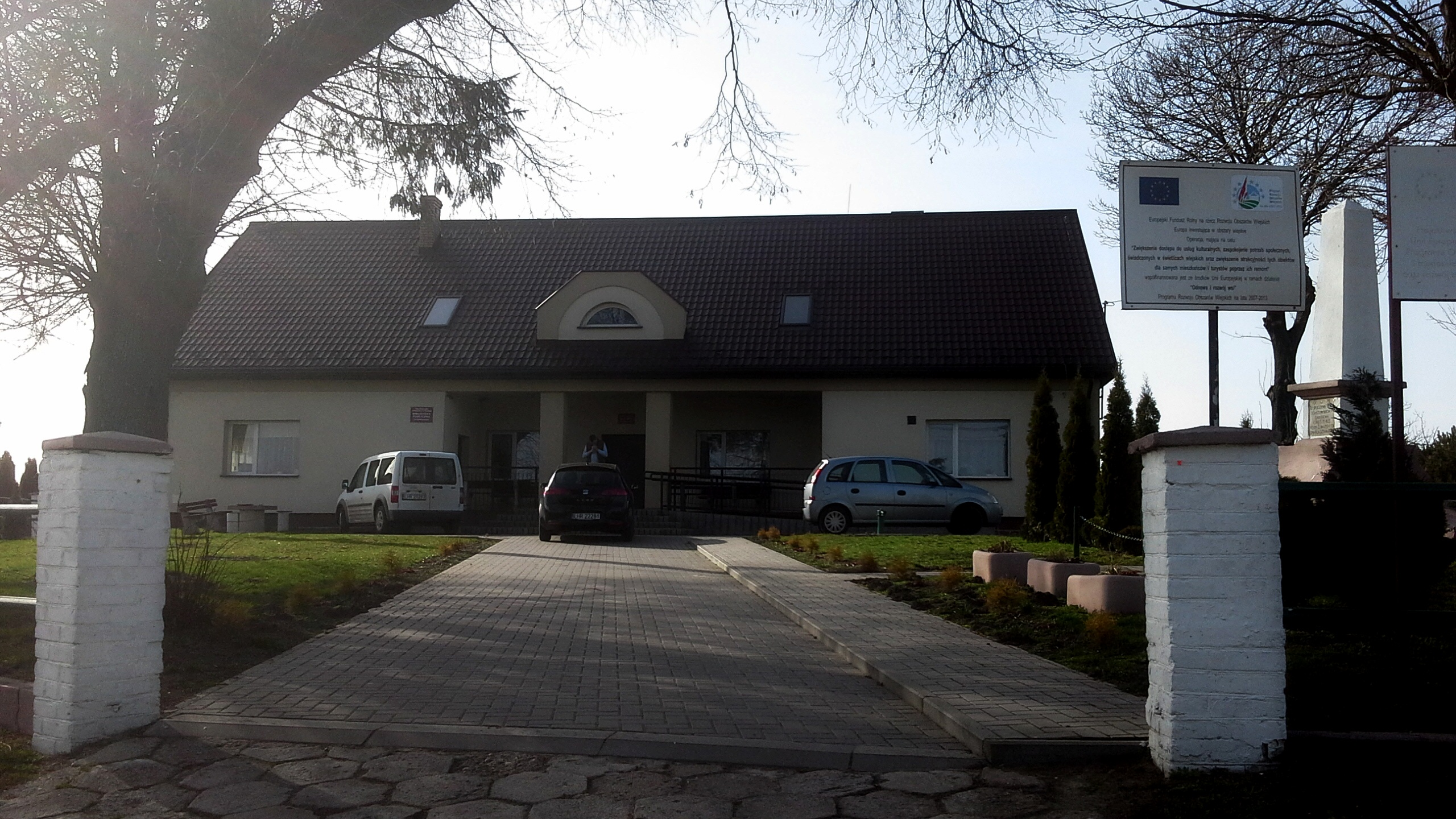
Бібліотека яка стоїть на місці зруйнованої церкви та прицерковного цвинтаря в 1938р. Дяконів, Холмщина
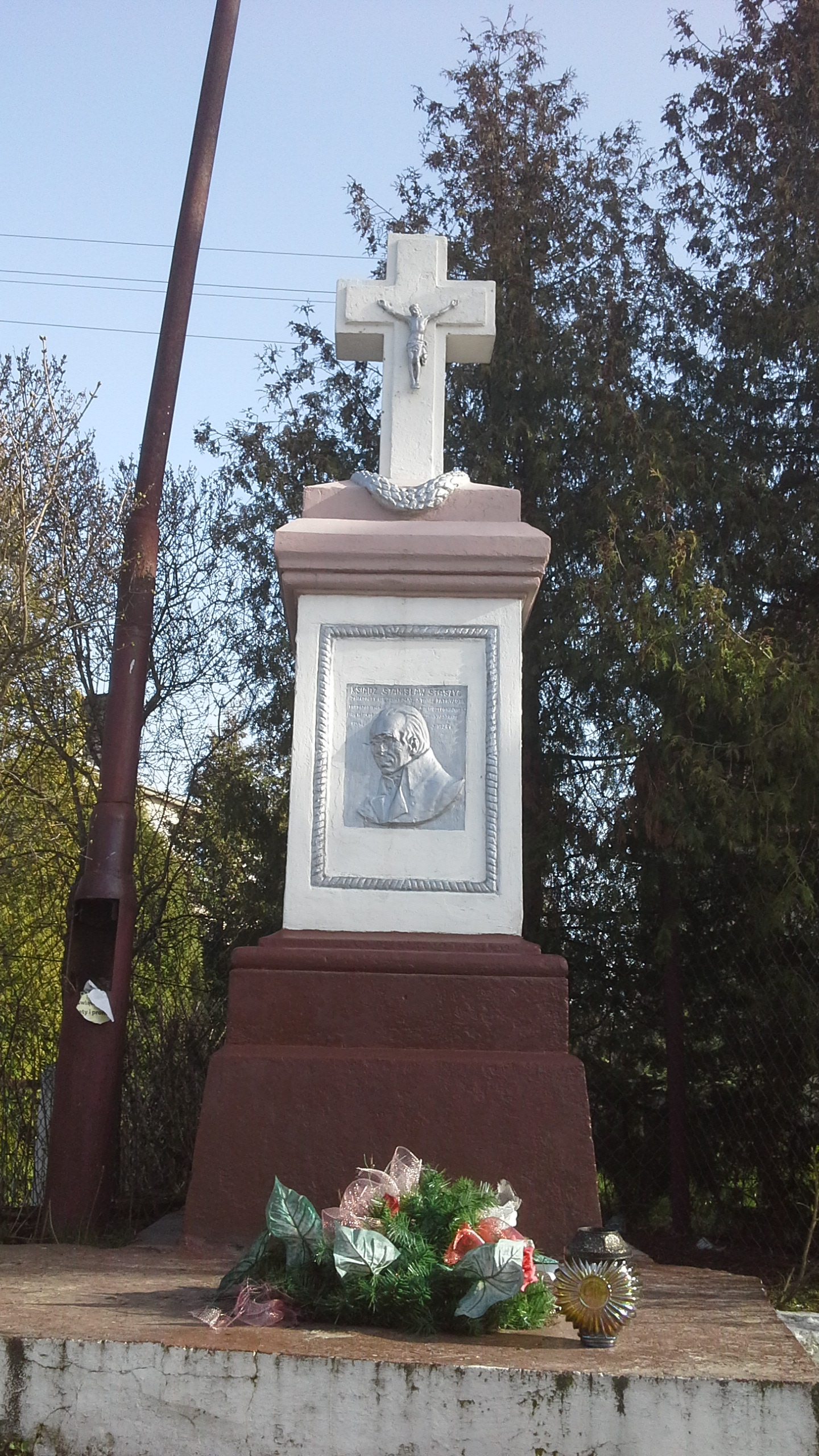
Пам'ятник Станіславу Сташицю - організатору Грубешівського Аграрного Товариства. Деканів, Холмщина